# Hipparchia bipupillata
Hipparchia bipupillata är en fjärilsart som beskrevs av Ruggero Verity 1916. Hipparchia bipupillata ingår i släktet Hipparchia och familjen praktfjärilar. Inga underarter finns listade i Catalogue of Life.